# Sigrid Augusta Green
Sigrid Augusta "Gusta" Green (3 de diciembre de 1920 – 12 de octubre de 2012) reunió información de inteligencia para la preparación del sabotaje de Telemark durante la Segunda Guerra Mundial. Trabajó para la resistencia noruega y luego en Bletchley Park.

## Trayectoria
Se unió a la Fuerza Aérea Auxiliar de Mujeres a la edad de 22 años, cumplidos el 10 de diciembre de 1942. Su habilidad bilingüe, por su madre noruega (Edith Stafford Green), fue reconocida rápidamente y fue trasladada a la Resistencia Noruega. La enviaron a la Noruega ocupada por los nazis para investigar la fábrica de agua pesada en Telemark. Fue trasladada secretamente a Noruega por un submarino cuando se negó a lanzarse en paracaídas.